# Котовская ТЭЦ-2
Котовская ТЭЦ-2 — выведенная из экспллуатации теплоэлектроцентраль в городе Котовске Тамбовской области. Станция прекратила производство тепловой энергии для города Котовска и производство электроэнергии в 2018 году. Для обеспечения теплоснабжения Котовска были введены в эксплуатацию шесть новых котельных на базе водогрейных котлов Bosch UT-L.

## История
Строительство начато в 1961 году. Первая очередь запущена 5 июля 1965 года.
К 1975 году было начато строительство второй очереди. Ещё через десять лет был осуществлён ввод котла БКЗ-320 и турбины мощностью 80 МВт. Для повышения надёжности работы и снятия ограничений нагрузки в 1992 году был введён в работу ещё один котел БКЗ-320.

## Деятельность
ТЭЦ обеспечивала тепловой энергией жилищно-коммунальный сектор, объекты социальной инфраструктуры и ряда промышленных предприятий Котовска.
ТЭЦ имела два котельных цеха (две очереди). В первом котельном цехе установлены три котла ПК-20 мощностью 120 тонн пара в час каждый. Во втором котельном цехе установлены два котла БКЗ-320-140-ГМ производительностью по 320 тонн пара в час каждый. Для приготовления горячей воды на ТЭЦ установлены теплообменные аппараты ПСВ-500. На производственно-технические цели Котовской ТЭЦ-2 используются поверхностные воды реки Цны. Для этой цели на реке устроен поверхностный водозабор речной воды. Состав поступающей воды контролируется химическими лабораториями предприятий. Вода, используемая для производства тепла и электроэнергии на Котовской ТЭЦ-2, проходит подготовку в цехе химводоочистки.
Установленная электрическая мощность станции составляла 80 МВт, тепловая — 198 Гкал/час (в том числе по пару 160 т/ч, по горячей воде 70 Гкал/ч).
В начале 2000-х годов зимняя нагрузка Котовской ТЭЦ-2 не превышала 30 Гкал/ч, а летняя — 10 Гкал/ч (при установленной мощности — 185 Гкал/ч). Из-за низкой экономичности на летний период станция останавливалась в резерв.
В 2003 году администрация Котовска приняла решение о продаже теплосетевого хозяйства города. Конкурс на покупку выиграли тамбовские энергетики. Сегодня ответственность за бесперебойное энергоснабжение 95 процентов потребителей Котовска несёт Восточный филиал ОАО «Квадра».
В 2012 году была проведена реконструкция главного распределительного устройства 6 кВ, которое было спроектировано в 1950-е годы. При этом была смонтирована автоматическая система регулирования напряжения.

## Адрес
- 393194, Российская Федерация, Тамбовская область, г. Котовск, проезд Железнодорожный, 8.